# Байкалово (Байкаловський район)
Байка́лово (рос. Байкалово) — село, центр Байкаловського району Свердловської області. Адміністративний центр Байкаловського сільського поселення.
Населення — 5789 осіб (2010, 6144 у 2002).
Національний склад населення станом на 2002 рік: росіяни — 97 %.